# Francia guyanai labdarúgó-szövetség
A francia guyanai labdarúgó-szövetség (franciául: Ligue de Football de la Guyane) Francia Guyana nemzeti labdarúgó-szövetsége. 1962-ben alapították. A szövetség szervezi a francia guyanai labdarúgó-bajnokságot, működteti a francia guyanai labdarúgó-válogatottat.